# Marapi
Marapi (indonez. Gunung Marapi) – czynny wulkan w środkowej części wyspy Sumatra w Indonezji, w górach Barisan; zaliczany do stratowulkanów. Wysokość 2891 m n.p.m.
Najaktywniejszy wulkan Sumatry, od końca XVIII w. zanotowano ponad 60 erupcji. Ostatnia z nich miała miejsce 3 grudnia 2023 r.: pył, wyrzucony z wulkanu, uniósł się na wysokość ok. 3 km, a następnie opadł na okoliczne wioski.